# Parafia św. Franciszka z Asyżu w Teodorach
Parafia św. Franciszka z Asyżu w Teodorach – parafia rzymskokatolicka, znajdująca się w archidiecezji łódzkiej, w dekanacie łaskim.
Według stanu na miesiąc luty 2017 liczba wiernych w parafii wynosiła 1150 osób.